# گمینا شننو
گمینا شننو (به لهستانی:  Gmina Sienno) یک گمینا در لهستان است که در شهرستان لیپسکو واقع شده‌است. گمینا شننو ۱۴۷٫۱۵ کیلومتر مربع مساحت و ۶٬۳۷۷ نفر جمعیت دارد.